# エルナ (小惑星)
エルナ (406 Erna) は、小惑星帯に位置する典型的な小惑星で、P型小惑星に分類される。
オーギュスト・シャルロワがニースで発見した。ドイツの天文学者Friedrich Bidschofの娘の名前にちなんで命名されたと考えられている。